# Panský dům (Vříšť)
Panský dům (označovaný také jako tvrz) je objekt nejasného stáří, nacházející se ve vesničce Vříšť, části městyse Sněžné, v okrese Žďár nad Sázavou, nedaleko silnice II/354. Od roku 1970 je chráněn jako kulturní památka.

## Historie
Doba vzniku objektu je neznámá, nicméně např. Národní památkový ústav jej uvádí jako v jádru středověkou stavbu. Ačkoliv první písemná zmínka o vlastní vesničce pochází až z roku 1666, na základě nepřímých zpráv její vznik lze posunout do doby mnohem dřívější. Je pravděpodobné, že její založení sahá až do 14. století, kdy je v zmiňována říčka Vříšť (dnešní Fryšávka). Zda v té době již objekt panského domu stál, není známo. Je možné, že však byl postaven až po roce 1666 v souvislosti s rozmachem kadovských železáren, pod které spadaly i hamry ve Vříšti, a od počátku sloužil jako sídlo šichtmistrovského a báňského úřadu novoměstského panství a představoval tak správní centrum zdejšího železářství. Po zániku kadovských železáren v roce 1875 sloužil pensionovaným úředníkům panství a nějakou dobu zde pobýval i básník Petr Křička. Na počátku 21. století prošel celkovou rekonstrukcí, po které zde v letech 2011–2014 neúspěšně fungoval penzion s restaurací. Po téměř tříleté odmlce se zde po rozsáhlé rekonstrukci od srpna 2019 nachází výrobna a prodejna Rodinné farmy Sedmikráska, která se specializuje na výrobu bylinných směsí a sirupů a ubytování Apartmány Sedmikráska Vříšť.